# Odontoblasto

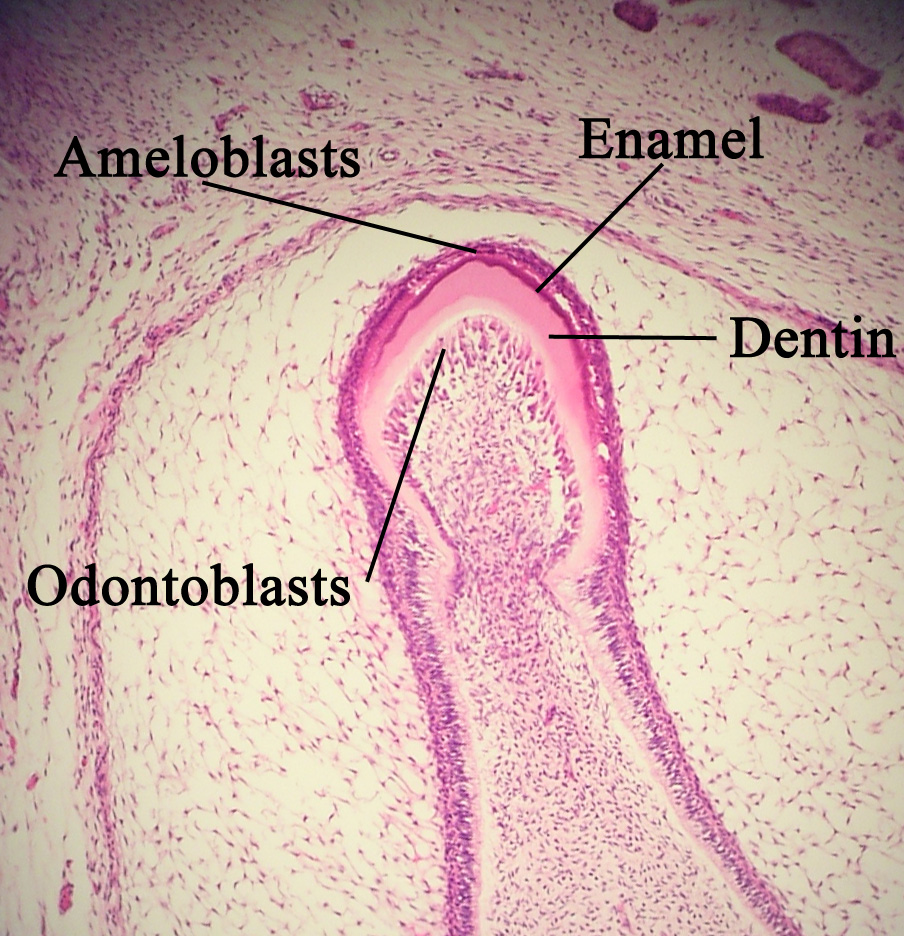
Un diente desarrollado con odontoblastos marcados.

El odontoblasto es una célula pulpar muy diferenciada. Su estudio se ve limitado por la dificultad en la obtención de cultivos celulares viables. Su función principal es la dentinogénesis, es decir, la producción de dentina, la sustancia bajo el esmalte dental.

## Microestructura
Ocurren variaciones morfológicas; se presentan como células columnares altas en la corona del diente y de tipo columnar bajo en la mitad de la raíz. En la porción radicular del diente, los odontoblastos son más cortos y más o menos cuboidales. Hacia el ápice se aplanan pareciendo fibroblastos. En la región coronal de la pulpa, los odontoblastos son más columnares, elaboran dentina primaria o común con  túbulos normales. En la zona media, el número de túbulos es menor y son menos regulares. En la región. apical los odontoblastos se ven menor diferenciados y  elaboran dentina menos tubular y más amorfa .
En cortes tisulares la apariencia de los odontoblastos varía, dependiendo, en parte, de la fijación, tinción y del plano de corte. En ocasiones sólo pueden verse núcleos celulares teñidos uniformemente hipercromáticos, sin rastros de nucléolos, materia cromoplásmica o con filamentos de cromatina separados y dispersos en  el núcleo. El Citoplasma celular puede, o no, verse.

## Ultraestructura
En micrografías electrónicas de rastreo, los odontoblastos se ven como células grandes, estrechamente alineadas en varias capas, similar a una “empalizada”. Su ancho es en promedio, de tres a cuatro micrómetros; su longitud, ocho a diez micrómetros.
Micrografías electrónicas por transmisión han permitido observar estructuras finas que indican que los odontoblastos participan en la producción de proteínas.	
- Núcleo: El núcleo del odontoblasto típico es elipsoidal, contiene cromatina y nucléolos. Rodean al núcleo dos membranas delgadas, cada una de unos 50 Å de grosor. Al parecer, la membrana interna es continua; sin embargo, la externa se interrumpe en determinadas partes por aberturas de unos 600 a 1000 Å de longitud. Se fijan a la membrana nuclear externa gránulos, con diámetro promedio de 150 Å.
- Nucléolo: En exámenes de dientes humanos con microscopio electrónico, se ha observado que los odontoblastos diferenciados contienen de uno a cuatro nucléolos. En dientes desarrollados por completo, los nucléolos tienen forma de anillo, característica del índice bajo, o inhibido reversiblemente de síntesis de ácido ribonucleico (RNA). En dientes menos desarrollados se encontraron nucléolos compactos, representativos de formas activas de producción de RNA.
- Citoplasma: El retículo endoplásmico rugoso , así como sus numerosas vesículas transicionales, ocupan la mayor parte del citoplasma. Existe contacto entre túbulos y vesículas del retículo endoplásmico con la membrana nuclear.

Dentro de las cisternas del retículo endoplásmico rugoso delgado hay material fibrilar delgado. El aparato de Golgi ocupa el centro de los odontoblastos. Vesículas con material fibrilar similar al encontrado en los sistemas del retículo endoplásmico rugoso se concentran cerca de cada frente inmaduro del aparato de Golgi. En el citoplasma también hay otras vesículas pequeñas envueltas, carentes de material electrodenso y gránulos de diversas formas y tamaños, que contienen material muy denso, lisosomas.
- Datos: Q853338